# Mimosa acantholoba
Mimosa acantholoba es una especie de arbusto en la familia Fabaceae. 

## Descripción
Son arbustos o árboles, que alcanzan un tamaño de 2–4 m de alto, las ramas estriadas, puberulentas y con puntos resinosos a glabras, con aguijones infraestipulares y dispuestos irregularmente en los entrenudos. Pinnas 4–12 pares; folíolos 10–20 pares, oblicuamente linear-oblongos a angostamente oblongos, 3–5 mm de largo y 0.5–1.5 mm de ancho, ápice agudo, margen ciliado, glabros a puberulentos en ambas superficies; pecíolos espinosos a inermes, estípulas filiformes, lineares a subuladas, puberulentas a glabras. Cabezuelas globosas a subglobosas, axilares y en ramas racemiformes, brácteas 1/4–1/3 de la longitud de la corola; cáliz campanulado, 1/4–1/2 de la longitud de la corola, glabro a puberulento, margen ciliado; corola 5-lobada, lobos glabros a puberulentos, blanca; estambres 10. Fruto lanceolado-oblongo a elíptico, 5–8 cm de largo y 15–20 mm de ancho en la parte media, ápice apiculado a cuspidado, valvas enteras, glabras, con nervadura conspicua y con puntos resinosos, margen espinoso, estipitado; semillas lenticulares, 4.5 mm de largo, 4 mm de ancho y 2.5 mm de grueso, la testa lisa, ocre-rojiza, la línea fisural 1/4 de la longitud de la semilla.

## Distribución y hábitat
Es una especie común, que se encuentra en pastizales y remanentes de bosques subcaducifolios, en México, Nicaragua, Ecuador y Perú. La especie tiene 4 variedades de las cuales en Nicaragua se encuentra la variedad típica de amplia distribución en América.

## Taxonomía
Mimosa acantholoba fue descrita por (Willd.) Poir.  y publicado en Encyclopédie Méthodique. Botanique ... Supplément 1(1): 83. 1810.
Etimología
Mimosa: nombre genérico derivado del griego μιμος (mimos), que significa "imitador"
Variedades
- Mimosa acantholoba var. eurycarpa (B.L. Rob.) Barneby
- Mimosa acantholoba var. seticuspis (Barneby) R. Grether

Sinonimia
- Acacia acantholoba Willd.	basónimo
- Mimosa colimensis Robinson
- Mimosa eurycarpoides Robinson
- Neomimosa colimensis (Robinson) Britton & Rose
- Neomimosa eurycarpoides (Robinson) Britton & Rose
- Neomimosa russellii Britton & Rose

var. eurycarpa (B.L.Rob.) Barneby
- Neomimosa eurycarpa (B.L. Rob.) Britton & Rose

var. seticuspis (Barneby) R.Grether
- Mimosa seticuspis Barneby	[3]